# Reel Bad Arabs
Reel Bad Arabs: How Hollywood Vilifies a People (Wortspiel aus real „echt“ und reel „Rolle“, auf Deutsch etwa: Echt böse Araber: Wie Hollywood ein Volk dämonisiert) ist ein Buch des US-amerikanischen Universitätsprofessors Jack Shaheen, das im Jahre 2001 veröffentlicht wurde. Er untersuchte mehr als 900 Hollywoodfilme, in denen Araber eine Rolle spielen. Basierend auf dem Buch entstand 2006 der Dokumentarfilm Reel Bad Arabs.

## Liste
Nur in 12 dieser Filme wurden diese Charaktere positiv und in 50 Filmen neutral dargestellt.
Shaheen schrieb dazu: „Durch Hollywoods verzerrte Linse gesehen, sehen Araber bedrohlich und fremdartig aus“.
Das Image des Arabers im amerikanischen Fernsehen sei omnipräsent und Teil der amerikanischen Folklore geworden. Araber würden meistens als Milliardäre, Bombenleger und Bauchtänzerinnen (billionaires, bombers, and belly dancers) dargestellt werden.

Arab Muslims are fanatics who believe in a different god, who don’t value human life as much as we do, they are intent on destroying us (the west) with their oil or with their terrorism; the men seek to abduct and brutally seduce our women; they are without family and reside in a primitive place (the desert) and behave like primitive beings. The women are subservient — resembling black crows — or we see them portrayed as mute, somewhat exotic harem maidens.

„Arabische Muslime sind immer Fanatiker, die an einen anderen Gott als unseren glauben. Sie schätzen den Wert des menschlichen Lebens nicht so sehr wie wir und trachten danach, uns (den Westen) zu zerstören – entweder mit ihrem Öl oder mit Terrorismus; die Männer wollen unsere Frauen rauben oder brutal verführen; sie haben nie Familie und leben in primitiven Behausungen in der Wüste und benehmen sich wie primitive Wesen. Die Frauen sind unterwürfig – schwarzen Krähen ähnlich – oder stumme Haremsdamen.“

Er stellte eine Liste mit den Filmen zusammen, die seiner Meinung nach am stärksten die antiarabischen Klischees bedienen würden. Die extremsten Beispiel waren seiner Meinung nach die Filme:
- Wanted: Dead or Alive (1987) – Regie: Gary Sherman (Produktionsland: USA)
  - Kurzzusammenfassung: Eine arabische Bande plant, in den USA eine Atombombe zu zünden und Millionen zu ermorden. Ein unerschrockener Kopfgeldjäger macht Jagd auf die Bande und löscht diese vollständig aus. Den Anführer tötet er, indem er ihn fesselt und eine Handgranate in dessen Mund zur Detonation bringt.
- Rules – Sekunden der Entscheidung (2000) – Regie: William Friedkin (Produktionsland: USA)
  - Kurzzusammenfassung: Als ein hasserfüllter arabischer Mob die amerikanische Botschaft in Sanaa (Jemen) stürmen will, lässt ein Offizier der Marines in die Menge schießen. In den USA wird er wegen eines Kriegsverbrechens angeklagt. Sein Rechtsbeistand reist in den Jemen, um Beweise zu sammeln, wo er von fanatischen Jemeniten beinahe in Stücke gerissen wird. Ausnahmslos jeder Araber in diesem Film wird diabolisch geschildert, was selbst die Kinder mitumfasst.
- Delta Force (1986) – Regie: Menahem Golan (Produktionsland: USA)
  - Kurzzusammenfassung: Araber entführen ein Verkehrsflugzeug mit US-Bürgern nach Beirut. Die libanesische Regierung unterstützt die Entführer schamlos. Die Geiseln werden gefoltert und entwürdigt. Ein amerikanisches Spezialkommando befreit die Geiseln, tötet die Araber „wie Insekten“ und flieht mit der Maschine nach Israel. Die in diesem Film vorkommenden Araber sind Bestien in Menschengestalt.[4]
- Helden USA (Death Before Dishonor) (1987) – Regie: Terry Leonard (Produktionsland: USA)
  - Kurzzusammenfassung: Eine Art „Stirb langsam“ im Nahen Osten. Ein einzelner US-Marine befreit eine besetzte amerikanische Botschaft im Nahen Osten und erledigt dutzende teuflischer Araber.
- True Lies (1994) – Regie: James Cameron (Produktionsland: USA)
  - Kurzzusammenfassung: Ein CIA-Agent deckt ein arabisches Komplott auf, in den USA eine Atombombe zu zünden. Er erledigt die arabische Bande ausnahmslos. Die Araber sind eine fanatische Bande von Terroristen, die sich „für die Größten halten“. Dummheit und Raffinesse der dargestellten Charaktere passen eigentlich nicht zusammen.

Weiterhin in dieser Liste vorhanden sind:
| - Der schwarze Hengst (1979) – Regie: Carroll Ballard (Produktionsland: USA) - Der schwarze Hengst kehrt zurück (1984) – Regie: Robert Dalva (Produktionsland: USA) - Protocol – Alles tanzt nach meiner Pfeife (1984) – Regie: Herbert Ross (Produktionsland: USA) - Zurück in die Zukunft (1985) – Regie: Robert Zemeckis (Produktionsland: USA) - Der stählerne Adler (1986) – Regie: Sidney J. Furie (Produktionsland: USA) - Ishtar (1987) – Regie: Elaine May (Produktionsland: USA) - The Taking of Flight 847: The Uli Derickson Story (1988) – Regie: Paul Wendkos (Produktionsland: USA) | - Terror in Beverly Hills (1988) – Regie: John Myhers (Produktionsland: USA) - Fegefeuer der Eitelkeiten (1990) – Regie: Brian De Palma (Produktionsland: USA) - Navy Seals – Die härteste Elitetruppe der Welt (1990) – Regie: Lewis Teague (Produktionsland: USA) - Desert Force – Entscheidung in der Wüste (1991) – Regie: Stephen Cornwell (Produktionsländer: USA/Israel) - Chain of Command (1994) – Regie: David Worth (USA) - Mission Adler – Der starke Arm der Götter (Armour of God II: Operation Condor) – Regie: Jackie Chan (Produktionsland: Hongkong) - Freedom Strike – Die Achse des Bösen (1998) – Regie: Jerry P. Jacobs (Produktionsland: USA) |

Von dieser Liste der „schlimmsten Filme“ inspiriert, drehte er einen neunminütigen Trailer, namens  „Planet of the Arabs“, den er 2005 auf dem  Sundance Film Festival vorstellte.
Sut Jhally drehte 2006 ein Video mit dem Titel Reel Bad Arabs, das sich mit der These Shaheens befasste.
Die verhältnismäßig sehr kurze Liste von Filmen, die arabische Charaktere positiv darstellen beinhaltet u. a. die Filme:
- Der 13te Krieger
- Robin Hood – König der Diebe
- Three Kings
- Königreich der Himmel

## Hintergrund
Jack Shaheen ist ehemaliger Nahostexperte des Senders CBS und Professor Emeritus für Massenkommunikation der Southern Illinois University Edwardsville. Er beschäftigte sich in anderen Werken mit dem Thema Antiarabismus wie etwa: The TV Arab (1984) und Arab and Muslim Stereotyping in American Popular Culture (1997). Er erhielt zwei Fulbright Teaching Awards, hat einen Abschluss am Carnegie Institute of Technology, Pennsylvania State University und der University of Missouri. Der Titel „Reel Bad Arabs“ ist ein Wortspiel mit den englischen Worten Reel (dt. Filmrolle) und Real (dt. wirklich, echt).

## Kritik
- „Shaheen zeigt auf, dass die Araber die bösen Deutschen und Japaner in Hollywood-Filmen abgelöst haben und dass es im Verhältnis positiver und negativer Darstellung keine Balance gibt.“ (William Booth, Washington Post 23. Juni 2007)[4]
- „Shaheen hat eine sorgfältig recherchierte, leidenschaftliche und gut formulierte Beschreibung der Dämonisierung arabischer Völker in westlichen Medien geliefert. Er dokumentiert, wie sich beleidigende Stereotype des ‚dreckigen Arabers‘ in den letzten 30 Jahren festgesetzt haben, während gleichzeitig bei anderen Ethnien daran gearbeitet wurde, Stereotype abzubauen. Das Buch ist sehr für Auseinandersetzungen zum Thema Rassismus zu empfehlen.“ (Andrea Slonosky, Long Island University: A Misunderstood Faith. Seiten 82–83.)